# Lijst van voetbalinterlands Servië en Montenegro - Spanje
Deze lijst van voetbalinterlands is een overzicht van alle officiële voetbalwedstrijden tussen de nationale teams van Servië en Montenegro en Spanje. De landen hebben twee keer tegen elkaar gespeeld. De eerste ontmoeting, een kwalificatiewedstrijd voor het Wereldkampioenschap voetbal 2006, werd gespeeld in Belgrado op 30 maart 2005. Het laatste duel, de returnwedstrijd in dezelfde kwalificatiereeks, vond plaats op 7 september 2005 in Madrid.

## Wedstrijden
| № | Plaats   | Datum            | Competitie           | Wedstrijd                     | Uitslag |
| - | -------- | ---------------- | -------------------- | ----------------------------- | ------- |
| 1 | Belgrado | 30 maart 2005    | WK 2006 kwalificatie | Servië en Montenegro − Spanje | 0 − 0   |
| 2 | Madrid   | 7 september 2005 | WK 2006 kwalificatie | Spanje − Servië en Montenegro | 1 − 1   |

## Samenvatting
| Competitie      | Totaal gespeeld | Winst Servië en M. | Gelijk | Winst Spanje | Doelsaldo Servië en M. – Spanje |
| --------------- | --------------- | ------------------ | ------ | ------------ | ------------------------------- |
| WK-kwalificatie | 2               | 0                  | 2      | 0            | 1 − 1                           |
| Totaal          | 2               | 0                  | 2      | 0            | 1 − 1                           |

## Details

### Eerste ontmoeting
| WK 2006 kwalificatie (Belgrado, Servië en Montenegro, 30 maart 2005): |              | |
| Servië en Montenegro | 0 – 0        | Spanje |
| | goals        | |
| Ilija Petković | bondscoach   | Luis Aragonés |
| Dragoslav Jevrić Ivica Dragutinović Nemanja Vidić Goran Gavrančić Ognjen Koroman 77' Igor Duljaj Mladen Krstajić Predrag Đorđević Dejan Stanković Mateja Kežman 80' Savo Milošević 65' | opstellingen | Iker Casillas Sergio Ramos 46' Carles Puyol Pablo Ibáñez Asier del Horno Xavi Hernández David Albelda 46' Iván de la Peña Joaquín Fernando Torres 61' José Antonio Reyes |
| Saša Ilić 65' Dušan Basta 77' Nenad Jestrović 80' | wissels      | 46' Juanito 46' Raúl González 61' Antonio López |
| Predrag Đorđević 55' | gele kaarten | 53' Sergio Ramos 60' David Albelda |
| - Debuut van Dušan Basta (Rode Ster Belgrado) voor Servië en Montenegro. - Debuut van Antonio López (Atlético Madrid) voor Spanje.                                                     |              | |

### Tweede ontmoeting
| WK 2006 kwalificatie (Madrid, Spanje, 7 september 2005): |              | |
| Spanje | 1 – 1        | Servië en Montenegro |
| Raúl González 18' | goals        | 68' Mateja Kežman |
| Luis Aragonés | bondscoach   | Ilija Petković |
| Iker Casillas Míchel Salgado Carles Puyol Carlos Marchena Asier del Horno Joaquín 65' Xabi Alonso Xavi Hernández Vicente Rodríguez 75' Raúl González Fernando Torres 53' | opstellingen | Dragoslav Jevrić Ivica Dragutinović Igor Duljaj Nemanja Vidić Goran Gavrančić 84' Ognjen Koroman Dejan Stanković Predrag Đorđević Mladen Krstajić 46' Saša Ilić Mateja Kežman |
| Raúl Tamudo 53' Luis García Sanz 65' Albert Luque 75' | wissels      | 46' 90' Nikola Žigić 84' Miloš Marić 90' Nenad Kovačević |
| | gele kaarten | 57' Mladen Krstajić 62' Ognjen Koroman |
| | rode kaarten | 89' Igor Duljaj |